# Parafia Matki Bożej Częstochowskiej w Miedzierzy
Parafia Matki Bożej Częstochowskiej w Miedzierzy – jedna z 11 parafii rzymskokatolickich dekanatu radoszyckiego diecezji radomskiej.

## Historia

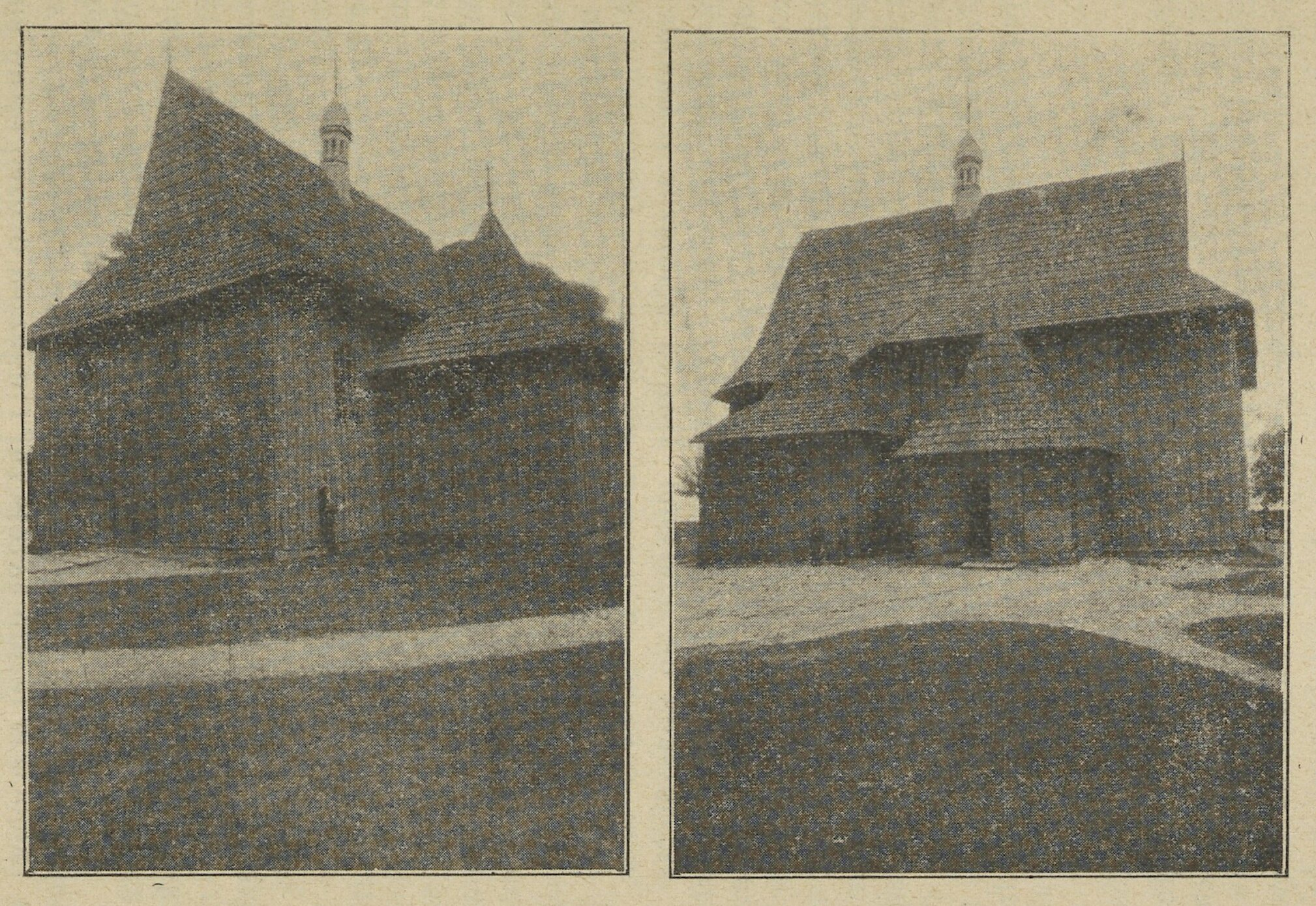
Stary kościół

Miedzierza wzmiankowana była w 1508 – jako dziedzictwo Jana i Adama Niemierzów płaciła dziesięcinę proboszczowi w Końskich. W 1621 jej właścicielem był Stanisław z Przeręba Przerębski, starosta opoczyński i radoszycki. Wybudował on kościół pw. św. Stanisława i św. Anny. Była to świątynia modrzewiowa, orientowana, o konstrukcji zrębowej, oszalowana. Ponieważ wcześniej Miedzierza pod względem kościelnym należała do parafii Radoszyce, dochodziło do sporów. Dlatego też arcybiskup gnieźnieński Jan Wężyk od 12 maja 1629 uczynił Miedzierzę filią parafii Radoszyce i nakazał sprawowanie duszpasterstwa tamtejszym wikariuszom. Sufragan gnieźnieński bp Wojciech Stawowski, dokumentem wystawionym w Skrzynnie 10 września 1685, przekazał sprawowanie obowiązków duszpasterskich reformatom z Kazanowa Koneckiego. Tego też roku, 2 września, konsekrował kościół. Samodzielna parafia została erygowana w 1846 przez bp. Józefa Goldtmana. Obecny kościół pw. NMP. Częstochowskiej, według projektu arch. Jarosława Wojciechowskiego z Warszawy, zbudowany został w latach 1907–1913 staraniem ks. Jana Kwietnia, konsekrowany w 1921 przez bp. Pawła Kubickiego. Świątynia była restaurowana w 1974 staraniem ks. Jana Gajosa. Kościół jest w stylu neoromańskim, trójnawowy, zbudowany z kamienia w pobliżu dawnego kościoła, z którego przeniesiono wyposażenie wnętrza.

## Zasięg parafii
- Do parafii należą wierni z następujących miejscowości: Adamów, Cisownik, Kamienna Wola, Kawęczyn, Królewiec, Matyniów, Miedzierza, Modrzewina, Pokoradz, Przyłogi, Rozgół, Smyków, Strażnica, Świnków, Wólka Smolana[1].

## Proboszczowie
- 1949–1950 – ks. Józef Drabowicz
- 1950–1963 – ks. Zacheusz Smolarczyk
- 1963–1973 – ks. Zygmunt Wieczorek
- 1973–1979 – ks. Jan Gajos
- 1979–1983 – ks. Jan Bania
- 1983–1991 – ks. Jerzy Smerda
- 1991–2000 – ks. Władysław Sarwa
- 2000–2017 – ks. Władysław Stępniewski
- 2017–2021 – ks. prał. Piotr Supierz
- od 2021 – ks. Dariusz Maciejczyk